# DONG (drikkespil)
 For alternative betydninger, se DONG. (Se også artikler, som begynder med DONG)
DONG, drikkespil, hvor man drikker øl ved scoringer i fodboldkampe.
Reglerne for hvordan man drikker disse øl kan variere i detaljer, men basalt set vælger deltagerne et antal kampe – som regel fra den danske tipskupon om lørdagen – som menes at kunne generere flest mål. Ved hver scoring i de kampe, deltagerne har valgt, skal den pågældende typisk drikke en halv øl.
Målet med spillet er at være den, der har valgt de mest målrige kampe til sammen og samtidig være i stand til at drikke den deraf følgende mængde øl.

## Historie
DONG er så vidt vides et dansk fænomen opstået på baggrund af den dong-lyd, der blev anvendt af Sportslørdag-programmet på Danmarks Radio i 1970'erne og 80'erne, når der var scoringer i andre kampe på tipskuponen end den kamp, der blev transmitteret. Scoringen blev vist på skærmen som en tekst og markeret med dong-lyden.
Rettighederne til engelsk fodbold er nu ikke længere hos Danmarks Radio, men kampene sendes nu på Canal+, SBS TV (6'eren) og Viasat (TV3). De har fortsat traditionen med at markere andre scoringer end i tipskampen med en særlig lyd, nu mere en Pling-lyd.

## Regler
Deltagerne vælger typisk tre kampe ud over den fælles tipskamp, som alle skal drikke til, når der falder en scoring i den. Ved hver scoring drikker deltageren en halv øl. Der er variationer over denne regel enten i mængde (en hel øl i stedet for en halv) eller shots i form af "små kolde".
Når tipskampen er slut opgøres regnskabet, og den deltager med flest scoringer (flest dong) har vundet, dog forudsat, at vedkommende har drukket den mængde øl, han eller hun skal.
Der kan forekomme ekstra regler, der angår yderligere indtagelse af øl, idet man kan have bestemmelser om, at visse scoringer udløser dobbelt øl-indtag, fx scoringer af danskere, første scoring efter lang tids scoringspause osv.